# Üle rahutu vee
Üle rahutu vee (zu deutsch Über unruhiges Wasser) ist der Titel eines Romans des estnischen Schriftstellers August Gailit (1891–1960). Das Buch thematisiert die Flucht vieler Esten vor der heranrückenden Roten Armee am Ende des Zweiten Weltkriegs. Es erschien erstmals 1951 in Gailits schwedischem Exil. Üle rahutu vee hat in der Erstausgabe 375 Seiten.

## Handlung
Estland im September 1944: die Front des Zweiten Weltkriegs rückt immer näher. Die deutsche Wehrmacht, die das Baltikum seit 1941 besetzt hält, zieht sich vor der heranrückenden sowjetischen Armee immer weiter zurück.
Traumatisiert von der ersten sowjetischen Besetzung Estlands 1940/41 mit Massendeportationen und stalinistischem Terror verlassen immer mehr Esten das Land. In Panik und Verzweiflung wollen sie im letzten Moment in die Freiheit entkommen. Mit den letzten Kuttern versuchen sie, über die Ostsee ins neutrale Schweden zu fliehen.
Gailit schildert in seinem Roman die Flucht über die stürmische Ostsee in einem der letzten Motorboote eines estnischen Fischers. Er gibt die Gespräche und inneren Monologe der zufälligen Schicksalsgemeinschaft des kleinen Schiffes wider, die Ängste und Hoffnungen, die Reflexionen über das eigene Tun während der Zwischenkriegszeit sowie der sowjetischen und deutschen Besetzung des Landes. Thematisiert wird vor allem die Frage, wie es zum Verlust der estnischen Selbständigkeit und Freiheit kommen konnte. Und: ist Flucht der richtige Weg?
In dem Boot überwiegt eine düstere Stimmung: anstatt Solidarität herrschen unter den Esten Misstrauen und Egoismus vor. Verzweifelt schöpfen die Insassen das Wasser aus dem Boden des Boots. Nicht alle überleben die Reise über die unruhige See.

## Hintergrund
Gailit schrieb den Roman kurz nach seiner eigenen Flucht vor der sowjetischen Besetzung Estlands im schwedischen Exil. Er lag 1947 vollendet vor, wurde allerdings erst 1951 in Göteborg gedruckt. Im selben Jahr erschien in Deutschland eine Übersetzung ins Lettische.
Der Autor beschreibt, basierend auf seiner persönlichen Erfahrung, die Massenflucht der estnischen Bevölkerung aus dem eigenen Land als „moralischen Niedergang eines Volkes.“ Die Flucht ist für ihn auch „Strafe“ für vorangegangene Sünden. Gailit zieht zur Vertreibung durchaus biblische Parallelen: durch das Verlassen des eigenen Landes werden die Esten im Exil über alle Welt zerstreut wie einst die Juden.
Gailit kritisiert vor allem, dass sich Estland 1939/40 kampflos der sowjetischen Besetzung ergeben hat. Der aufgezwungene Vertrag zur Einrichtung von Militärstützpunkten der Roten Armee 1939 und die hingenommene sowjetische Besetzung 1940 sind für ihn der moralische Untergang eines einstmals freien estnischen Volkes.
Sein Menschenbild ist vorwiegend negativ: im Boot herrschen Egoismus und der nackte Kampf um die eigene Existenz vor. An die Stelle von Solidarität, Brüderlichkeit und gegenseitiger Unterstützung treten Feindschaft und Rohheit. Üle rahutu vee steht damit im Gegensatz zu dem früher erschienenen literarischen Werk Gailits, in dem es oft heiter und schelmenhaft zugeht: „Am Ende seines Leben hatte die pessimistische Melancholie endgültig von dem fröhlichen Picaro Besitz ergriffen.“

## Rezeption
Gailits Roman konnte naturgemäß nur im Exil erscheinen, nicht in der Estnischen SSR. Die literarische und gesellschaftlich Aufnahme von Üle rahutu vee blieb verhalten. Die estnischen Flüchtlinge, die ihr Leben und ihre Freiheit retten konnten, waren im Ausland mit dem Aufbau einer neuen Existenz beschäftigt. Selbstanklagen wollten sie nicht hören.
In Estland erschien Üle rahutu vee erst nach Wiedererlangung der estnischen Unabhängigkeit 1998.
Eine Übersetzung ins Deutsche liegt bislang nicht vor.

## Berühmte Zitate
- Inimese suurimaks õnnetuseks on see, et ta seedib kõik imekiirelt läbi, kas olgu see usk, lootus, armastus või jumal ise. - „Das größte Unglück des Menschen ist es, dass er alles blitzschnell verdaut, sei es Glaube, Hoffnung, Liebe oder Gott selbst.“

- Inimene peab teadma, et midagi ei andestada ja midagi ei tõmmata süütegude nimistust maha. - „Der Mensch muss wissen, dass nichts vergeben und nichts aus dem Sündenregister gestrichen wird.“

- Kauneid põhimõtteid rakendatakse vaid enese huvides ja oma riigis. - „Die schönsten Grundsätze wendet man nur im eigenen Interesse und im eigenen Staat an.“

- Unistus täisväärtuslikuks elust istub inimese veres nii võimsalt, et seda pole võimalik kustutada. - „Der Traum von einem vollwertigen Leben sitzt so mächtig im Blut des Menschen, dass es nicht möglich ist, ihn zu tilgen.“